# Rhytura sculpturata
Rhytura sculpturata là một loài tò vò trong họ Ichneumonidae.